# Centre de coordination gérontologique de Monaco
Pour les articles homonymes, voir CCGM.
Le Centre de coordination gérontologique de Monaco, abrégé CCGM, est un établissement public d'action sociale de la principauté de Monaco, créé en 2006.

## Cadre juridique
Le CCGM relève de l'ordonnance souveraine no 841 du 18 décembre 2006. Son article 2 dispose qu'il est « chargé :
- d'administrer le réseau de santé gérontologique ;
- d'accueillir, d'écouter et d'informer les personnes âgées et leur famille ;
- d'effectuer l'évaluation gérontologique des personnes âgées ;
- de promouvoir les actions d'éducation du patient âgé et de sa famille ;
- de mettre en place les actions de santé publique destinées aux personnes âgées ;
- d'organiser la formation des professionnels du réseau.
- d'évaluer les besoins médico-sociaux nécessaires pour répondre à la demande de prestations des personnes âgées. »

Ce réseau de santé gérontologique (RSG), selon l'article 3, « fédère l'ensemble des professionnels impliqués dans la prise en charge de la personne âgée afin :
- de favoriser un accès aux soins plus rationnel ;
- de coordonner les soins et d'organiser leur continuité ;
- d'assurer une prise en charge plus rapide, protocolisée et centrée sur le patient ;
- d'organiser la complémentarité et la coopération entre les structures sanitaires, les établissements publics et privés, le secteur libéral, les structures médico-sociales. ».

L'adhésion au RSG par un professionnel est soumise, selon l'article 4, que cela soit à titre individuel ou au titre de représentant d'un organisme concerné par la prise en charge des personnes âgées, à l'engagement du respect de la Charte du réseau de santé gérontologique (CRSG).

## Histoire
Le CCGM est créé par ordonnance souveraine du 18 décembre 2006. Il est placé sous l'autorité de la direction de l'Action sanitaire et sociale au sein du département des Affaires sociales et de la santé du ministère d'État. Sa création s'inscrit dans une politique menée à partir de cette année-là et qui permet à deux milliers de personnes âgées de la principauté de profiter d'une évaluation médicosociale à 1 950 d'entre eux de bénéficier d'un plan d'aide individualisé. Permettant l'accompagnement des personnes âges dans la principauté de Monaco, le CCGM assure une coordination entre la département des Affaires sociales et de la santé (DASS), la Mairie, les sociétés de soutien à domicile, les professionnels de santé et la filière gérontologie. En 2018, par exemple, ses représentants rendent visites sur les six premiers mois 782 personnes âgées suivies (dont 82 nouveaux et 83 considérés comme fragiles), afin de réévaluer leur état de santé. Le Centre récolte en parallèle des données démographiques, ce qui a notamment permis de déterminer la moyenne d'âge d'entrée en maison de retraite (passant en quelques années de 80 ans à 87 ans en 2013). En 2022, on estime que la dépendance représente près de 95 % des demandes du CCGM, étant la problématique principale à laquelle peut confronter le vieillissement de la population monégasque. Précédemment installé au 11 boulevard du Jardin-Exotique, il déménage en 2021 au 18 rue Princesse-Florestine, dans le quartier de La Condamine.